# Durham Bulls
Durham Bulls – amerykańska drużyna baseballowa mająca swoją siedzibę w Durham w stanie Karolina Północna.

Od 1998 roku jest klubem farmerskim drużyny Tampa Bay Rays.